# Dziamjan Turtjyn
Dziamjan Turtjyn (belarusiska: Дзямян Турчын, ryska: Демьян Дмитриевич Турчин: Demjan Dmitrijevitj Turtjin), född den 2 mars 1985 i Minsk i Vitryska SSR i Sovjetunionen (nu Belarus), är en belarusisk kanotist.
Han tog bland annat VM-guld i K-4 200 meter i samband med sprintvärldsmästerskapen i kanotsport 2009 i Dartmouth Kanada.